# Vlachovice (kraj zliński)
Vlachovice – gmina w Czechach, w powiecie Zlín, w kraju zlińskim. Według danych z dnia 1 stycznia 2012 liczyła 1496 mieszkańców.
Gmina dzieli się na dwie części:
- Vlachovice
- Vrbětice

Zobacz też:
- Vlachovice